# Beneuvre
Beneuvre település Franciaországban, Côte-d’Or megyében. Lakosainak száma 92 fő (2022. január 1.). Beneuvre Bure-les-Templiers, Fraignot-et-Vesvrotte, Bussières, Grancey-le-Château-Neuvelle, Minot és Poinson-lès-Grancey községekkel határos.

## Népesség
A település népességének változása:
| Lakosok száma | 119  | 120  | 94   | 97   | 104  | 99   | 91   | 90   | 89   | 92   |
|               | 1968 | 1982 | 1990 | 2006 | 2013 | 2015 | 2017 | 2019 | 2020 | 2022 |